# Toro (arquitectura)

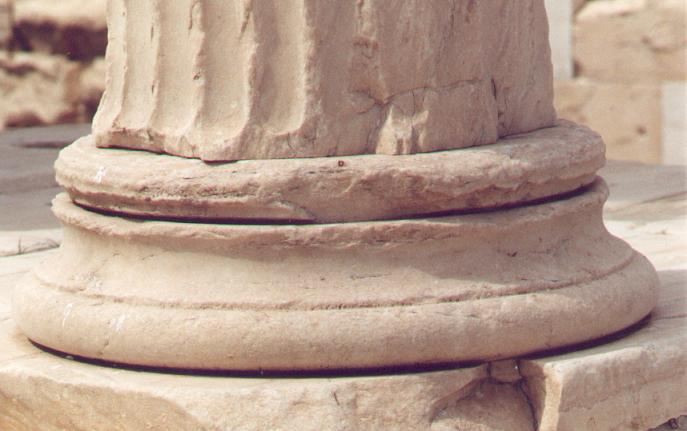
Pedestal con la basa de una columna jónica con un toro, una escocia y nuevamente un toro. Propileos de la Acrópolis de Atenas.

Toro (del latín torus, "cuerda", "saliente", "protuberancia"), en arquitectura, es la moldura convexa en que se plasma la figura geométrica definida por una superficie tórica. En lenguaje común y gráfico puede decirse que es un "aro". Su volumen se obtiene de dos maneras:
- Como figura de revolución, al hacer girar un círculo alrededor de una recta contenida en su mismo plano pero que no lo corta. La recta sería el eje del toro resultante; el círculo original, su sección; la distancia del círculo a la recta, el radio del toro.
- Como figura de traslación que tuviera por generatriz un círculo y por directriz una circunferencia.

Raramente puede utilizarse esta moldura exenta. En la práctica se usa como complemento de piezas cilíndricas (por ejemplo, una columna) en las que queda embebida hasta su eje directriz, confundiéndose en tal caso con el bocel.
También se emplea como sinónimo de bocel.